# Wladimir Leonidowitsch Bogdanow

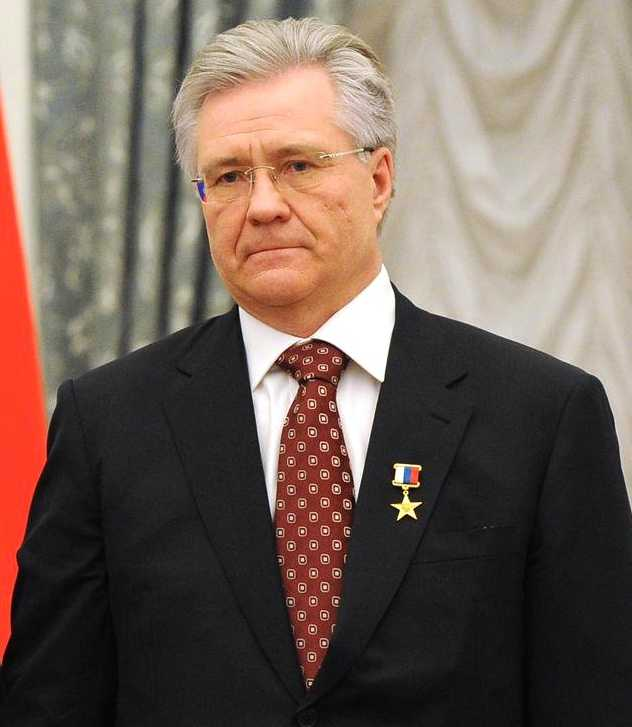
Wladimir Leonidowitsch Bogdanow (2016)

Wladimir Leonidowitsch Bogdanow (russisch Владимир Леонидович Богданов; * 28. Mai 1951, Oblast Tjumen, Sowjetunion) ist ein russischer Manager.

## Leben
Bogdanow studierte am Tjumener Industrie-Institut und war danach seit 1973 in der Erdölindustrie in der Oblast Tjumen, vorwiegend für das Unternehmen Surgutneftegas, tätig. Innerhalb dieses Unternehmen stieg er schnell zum Produktionsleiter und schließlich 1984 zum Konzernchef auf. 1993 wirkte er maßgeblich an der Privatisierung und Umwandlung des Unternehmens in eine Aktiengesellschaft mit.
Bogdanow ist verheiratet und hat ein Kind. Nach Angaben des US-amerikanischen Magazins Forbes gehört Bogdanow zu den reichsten Russen.
Seit April 2018 steht Bogdanow auf der Liste der Specially Designated Nationals and Blocked Persons der USA.

## Preise und Auszeichnungen (Auswahl)
- Staatspreis der Russischen Föderation (2016)
- Held der Arbeit der Russischen Föderation (2016)
- Verdienstorden für das Vaterland 2, 3 und 4. Klasse.
- Orden der Ehre
- Orden des Roten Banners der Arbeit
- Ehrenzeichen der Sowjetunion
- Ehrenbürger von Surgut (1997) und Chanty-Mansijsk (1999)